# Hortus Botanicus Leiden

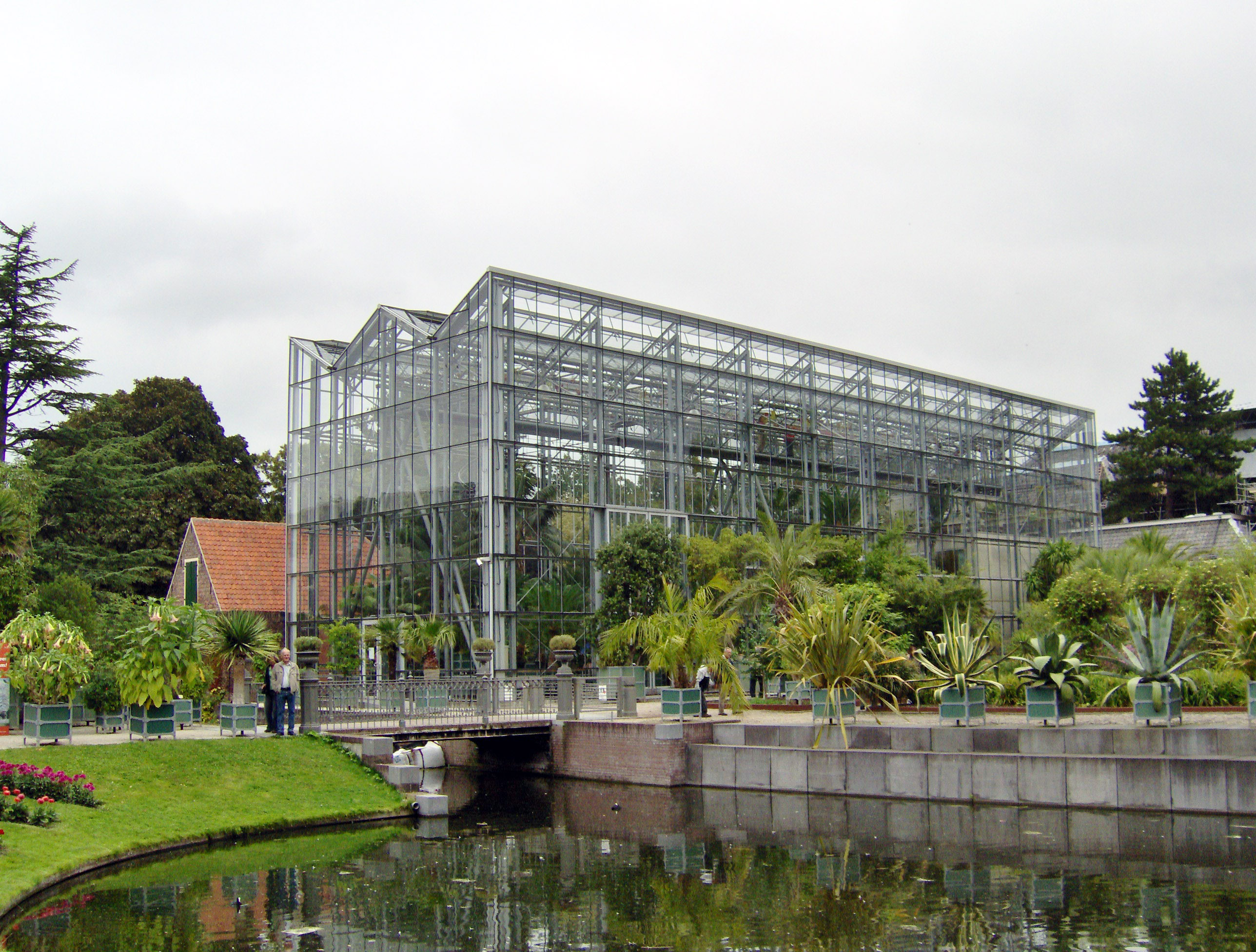
Hivernacle del jardí.

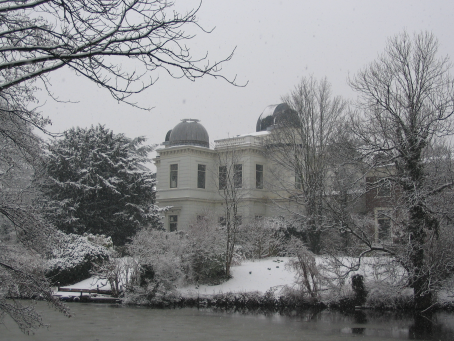
Observatori de Leiden.

El Jardí botànic de la Universitat de Leiden (Hortus Botanicus Leiden) és el jardí botànic més antic dels Països Baixos i un dels més antics del món. Està situat a la banda sud-oest del centre històric de Leiden, entre l'edifici de l'Acadèmia i l'Observatori de Leiden.

## Història
El 1587, la jove universitat de Leiden demana al batlle de Leiden el permís per establir un jardí botànic darrere l'edifici de l'Acadèmia, per beneficiar els estudiants de medicina. Va obtenir el permís el 1590, just per al nomenament del famós botànic Carolus Clusius (1526-1609), que va arribar a Leiden el 1593. Els coneixements, la reputació i els contactes internacionals de Clausius li van permetre establir una gran col·lecció de plantes. Clausius va insistir també a la Companyia Holandesa de les Índies Orientals (Vereenigde Oostindische Compagnie, VOC) de recollir plantes vives i mostres assecades. El jardí original establert per Clausius era petit (aproximadament 35-40 metres), però contenia més de 1000 plantes diferents.
La col·lecció de plantes tropicals (provenint de les Índies) i subtropicals (provenint de la colònia del Cap) va ser continuada pels successors de Clausius. Herman Boerhaave (1668-1738, director de 1709 a 1730) va contribuir particularment al renom del jardí gràcies als seus esforços per recollir noves plantes i mostres, i gràcies a les seves publicacions, com un catàleg de les plantes que es pot trobar al jardí.
Una altra contribució a la col·lecció va ser feta per Philipp Franz von Siebold, un metge alemany, que va treballar per la  Companyia Holandesa de les Índies Orientals a Dejima (Japó) de 1823 fins a la seva expulsió del Japó el 1829. Durant aquest període, va recollir nombroses plantes vives o assecades a través de tot el país (com també animals, objectes etnogràfics, mapes, etc.) i els va enviar a Leiden.
El primer hivernacle apareix al Jardí a la segona meitat del segle xvii, i la monumental Orangerie va ser construïda entre 1740 i 1744. El jardí va ser engrandit progressivament fins a 1817. El 1857, una part va ser utilitzada per a la construcció del nou Observatori de Leiden.